# Bristol Type 109
El Bristol Type 109 fue un biplano biplaza británico de larga distancia construido por la Bristol Aeroplane Company en el aeródromo de Filton, Inglaterra.

## Diseño y desarrollo
El Type 109 era un biplano convencional monomotor de dos plazas construido en 1928 para intentar batir el récord mundial de distancia. El Type 109, matriculado como G-EBZK y propulsado por un motor radial Bristol Jupiter VIII de 360 kW (480 hp), voló por primera vez el 7 de septiembre de 1928. El intento de récord fue abandonado y el avión fue modificado para ser utilizado por Bert Hinkler en un vuelo alrededor del mundo. Este vuelo también fue abandonado y el avión fue utilizado por Bristol como banco de pruebas de motores para el motor Jupiter XIF. El Type 109 fue desguazado en 1931, sin haber volado nunca más allá del Reino Unido.

## Especificaciones
Referencia datos: Barnes

### Características generales
- Tripulación: Dos
- Longitud: 11,5 m (37,8 ft)
- Envergadura: 15,6 m (51,2 ft)
- Altura: 4,3 m (14 ft)
- Superficie alar: 65 m² (699,7 ft²)
- Peso vacío: 2085 kg (4595,3 lb)
- Peso cargado: 4445 kg (9796,8 lb)
- Planta motriz: 1× motor radial de 9 cilindros refrigerado por aire Bristol Jupiter VIII.
  - Potencia: 358 kW (494 HP; 487 CV)
- Hélices: De cuatro palas de paso fijo

### Rendimiento
- Velocidad crucero (Vc): 145 km/h (90 MPH; 78 kt)
- Alcance: 5300 km (2862 nmi; 3293 mi)

## Aeronaves relacionadas

### Secuencias de designación
- Secuencia Numérica (interna de Bristol): ← 101 - 105 - 107 - 109 - 110A - 118 - 120 →